# Межуев, Александр Вениаминович
Александр Вениаминович Межуев (род. 11 июля 1959, Ляховичи, Белоруссия) — белорусский государственный и военный деятель, генерал-майор. Государственный секретарь Совета Безопасности Республики Беларусь (5 декабря 2013 — 24 июня 2015), член коллегии Министерства обороны Республики Беларусь.

## Биография
Образование высшее — окончил Киевское высшее общевойсковое командное училище, колёсно-гусеничные машины; Военную академию имени М. В. Фрунзе (Москва), командно-штабное оперативно-тактическое; Военную академию Генерального штаба Вооружённых Сил Российской Федерации (Москва), военное и государственное управление; генерал-майор.
Проходил службу в командных и штабных должностях: командира бригады, заместителя командующего войсками оперативного командования, начальника штаба — первого заместителя командующего оперативного командования, командующего войсками оперативного командования, начальника Главной военной инспекции Вооружённых Сил Республики Беларусь. Член коллегии Министерства обороны Республики Беларусь.
Награждён 20 медалями, Почётной грамотой Национального собрания Республики Беларусь.
Жена -Лилия Олеговна, музыкант, из семьи военного комиссара; имеет трех сыновей, четверо внуков.
Увлечения: гандбол, дзюдо.